# John Bettinson
John Bettinson (* 10. Dezember 1940 in Barrow-in-Furness) ist ein ehemaliger britischer Radrennfahrer.

## Sportliche Laufbahn
Bettinson (auch Bettison) war Teilnehmer der Olympischen Sommerspiele 1968 in Mexiko-Stadt. Im Mannschaftszeitfahren belegte das britische Team mit Bettinson, Roy Cromack, Peter Smith und John Watson den 11. Rang.
Die Internationale Friedensfahrt fuhr er 1964, schied jedoch im Rennen aus. 1965 wurde er beim Sieg von Les West Dritter im Milk Race. 1966 kam er mit dem dritten Platz bei den nationalen Meisterschaften im Straßenrennen mit dem Sieger Arthur Metcalfe auf das Podium. Mit dem Grand Prix of Essex gewann er 1967 ein traditionsreiches britisches Eintagesrennen. 1968 siegte er im Manx International, dem bedeutendsten britischen Eintagesrennen für Amateure, vor William Bilsland. Zudem gewann er eine Etappe im Milk Race. Er fuhr einige Monate als Berufsfahrer, beendete jedoch frühzeitig seine Karriere.